# East Keal
East Keal är en ort och civil parish i Storbritannien.   Den ligger i grevskapet Lincolnshire och riksdelen England, i den sydöstra delen av landet, 180 km norr om huvudstaden London. East Keal ligger 61 meter över havet och antalet invånare är 368.
Terrängen runt East Keal är platt. Runt East Keal är det ganska tätbefolkat, med 75 invånare per kvadratkilometer. Närmaste större samhälle är Skegness, 18,3 km öster om East Keal. Trakten runt East Keal består till största delen av jordbruksmark.